# Palatul Baroc din Oradea
Palatul Episcopiei Romano-Catolice din Oradea, cunoscut și ca Palatul Baroc din Oradea, este unul din cele mai valoroase edificii construite în stil baroc pe teritoriul României. La fel ca și Bazilica Sf. Maria și Șirul Canonicilor, palatul a fost ridicat în a doua jumătate a secolului al XVIII-lea. Cele trei obiective formează împreună cel mai important complex baroc din România, precum și unul din cele mai reprezentative ale Europei.
Din 1971 până în 2006 Palatul Baroc a găzduit Muzeul Țării Crișurilor.

## Istoric
Vechile palate episcopale din Oradea secolelor al XV-lea și al XVI-lea, demolate după construirea celui nou din incinta cetății, demonstrează influența Renașterii italiene, care pătrunsese în Transilvania datorită relațiilor strânse ale clerului cu Scaunul Papal de la Roma. Astfel se explică afluența de artiști și arhitecți italieni veniți în Transilvania pentru a executa noile sisteme de fortificații, palate sau biserici.

### Construcție
La 23 mai 1762 s-a pus piatra de temelie a Palatului Baroc, destinat a fi sediu al Episcopiei romano-catolice de Oradea. Arhitectul austriac Franz Anton Hillebrandt⁠(de)[traduceți] (1719-1797) a preluat conducerea șantierului deși, inițial, arhitectul italian Giovanni Battista Ricca a fost desemnat în acest rol.
Timp de 15 ani, respectiv până în anul 1777, s-a ridicat la Oradea, un palat în forma literei U, care se dezvolta pe 3 nivele fiind încununat de un acoperiș frânt, specific barocului austriac.

### Perioada comunistă
În perioada 1945-1989 clădirea a fost folosită mai întâi ca azil pentru revoluționarii comuniști greci refugiați în România, începând cu 1956.  În anul 1963 vicarul Francisc Belteki a fost constrâns sa semneze un act prin care Dieceza de Oradea a cedat edificiul spre folosință în favoarea municipiului Oradea. La 17 ianuarie 1971 se deschide Muzeul Țării Crișurilor din Oradea. După un îndelungat proces de revendicare, câștigat în cele din urmă de Dieceza Romano-Catolică, dreptul de proprietate asupra palatului a fost recunoscut vechiului proprietar, iar restituirea folosinței clădirii a început în anul 2006.

## Descriere
Palatul reprezintă un edificiu de mari dimensiuni, compus din trei aripi în formă de U și este cel mai amplu și important edificiu baroc din România.
Elemente baroce apar în decorarea fațadei principale pusă în evidență gradat, de la ordonanța de pilaștri, ce încadrează ferestrele cu frontoane ondulate ale primului etaj, la cele cu rame simple dreptunghiulare de la etajul al doilea. Accentuarea decorației baroce pe partea centrală a fațadei cu intrarea principală ieșită din linia fațadei și racordată de corpul clădirii prin laturi scurte, curbe, ca și marcarea capetelor frontonului principal întregesc imaginea barocă a clădirii.
Pe fațada principală se detașează rezalitul central, decorat simetric cu pilaștri terminați în capiteluri ionice, ghirlande și falduri, toate acestea punând în valoare, cu o distincție unică, porțile de acces spre interior și ferestrele de la etajul I, rezalit terminat în partea superioară într-un fronton triunghiular. 
Interioarele palatului impresionează prin rigoarea organizării spațiale și sobrietatea decorativă, caracteristici ce se regăsesc prezente în holul central și la nivelul etajului de referință din configurația clădirii, spre care se accede printr-o scară monumentala. Aici se afla Sala festivă, impozantă prin volumetrie și prin decorurile pictate datorate lui Francisc Storno (1879), de inspirație renascentistă, și Capela Palatului, unde se păstrează picturi semnate de plasticianul de origine bavareză, Johann Nepomouk Schöph. Acesta, pe tavanul capelei, reconstituie printr-un desen expresiv și un colorit bine temperat bolta cerească, iar în pânza de deasupra altarului reda tema sfântului Carol Boromaeus rugându-se în timpul epidemiei de ciuma, ambele picturi înnobilând încapărea respectivă. 
În ceea ce privește restul camerelor de la etajul I, acestea se individualizează prin soluții decorative și de ambientare interioară în maniera barocului austriac: pilaștri terminați în capiteluri corintice, stucaturi de o diversitate a formelor ornamentale remarcabilă, sobe de faianță glazurată ce se disting prin proporții și rezolvari estetice aparte, șemineuri placate cu marmură colorată. 
Organizarea în plan și din punct de vedere decorativ al parterului și etajului II stă sub semnul simplității și funcționalității. Palatul este un model de referință pentru barocul european.